# Шопфлох (Баварія)
Шопфлох (нім. Schopfloch) — громада в Німеччині, розташована в землі Баварія. Підпорядковується адміністративному округу Середня Франконія. Входить до складу району Ансбах.
Площа — 15,34 км2. Населення становить 2926 ос. (станом на 31 грудня 2020).